# Dai Sijie

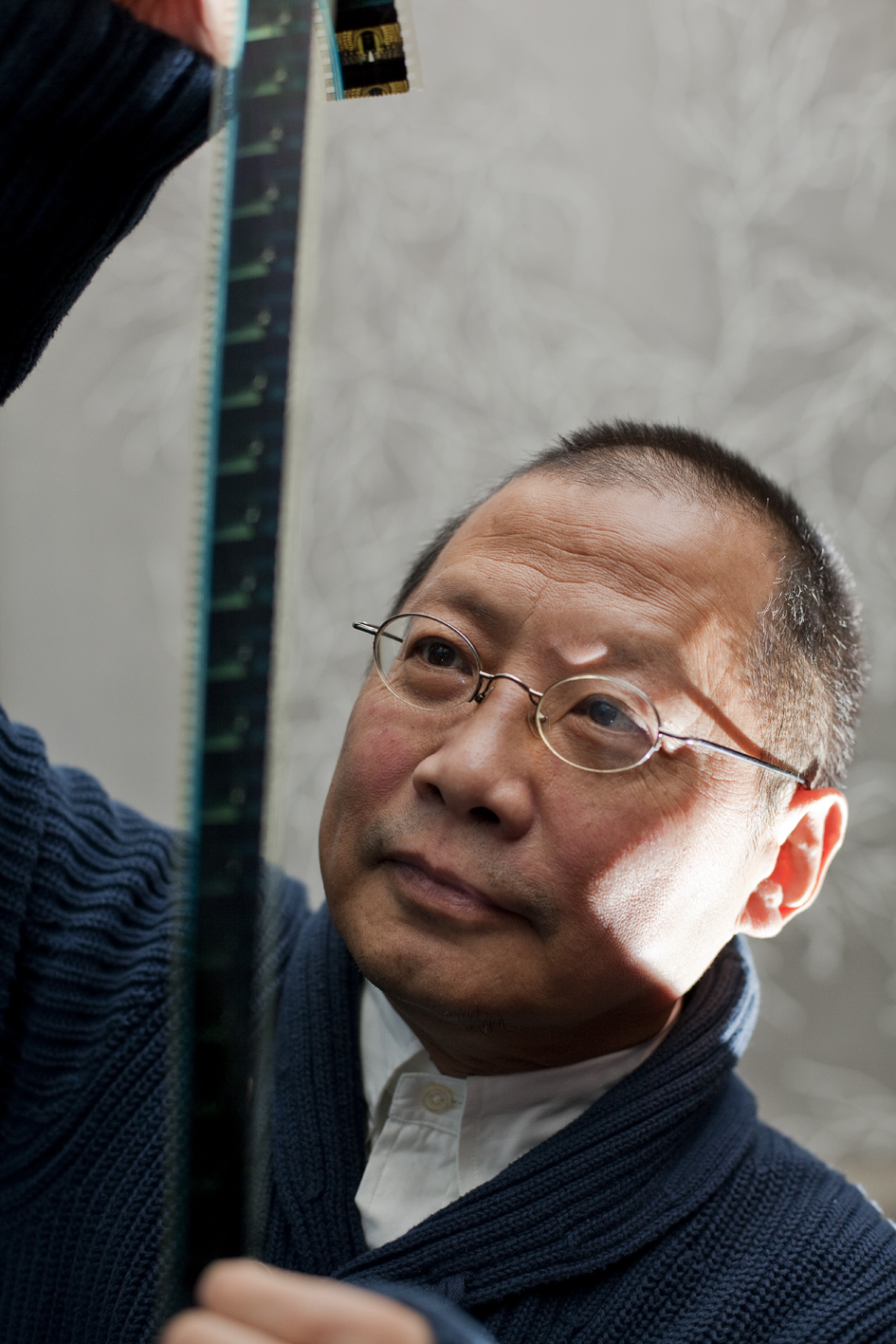
Dai Sijie en Madrid (2012), fotografiado por Asís G. Ayerbe.

Dai Sijie (戴思杰 Chengdú, Sichuan, 2 de marzo de 1954) es un cineasta y novelista chino que vive en Francia. Se le conoce sobre todo por sus novelas Balzac y la joven costurera china (Balzac et la petite tailleuse chinoise) escrita en francés en su original (premios Prix Edmée de La Rochefoucauld, Prix Relay du Roman d'Évasion y Prix des libraires du Québec del año 2000)  y por El complejo de Di  Le complexe de Di que recibió el Premio Femina en 2003.
Hijo de médicos, sus padres fueron encarcelados durante la Revolución Cultural de Mao Zedong y él fue enviado a reeducarse en un pequeño pueblo de la provincia de Sichuan. En 1974 ingresó en la universidad para cursar Historia del Arte y cuatro años después en una escuela de cine, donde obtiene una beca para estudiar en el extranjero. Trabajó en un instituto de provincias hasta la muerte del presidente Mao Zedong. Aunque eligió el Japón  para proseguir sus estudios, el gobierno decidió mandarlo a Francia y se instaló allí en 1984. Su primer largometraje, Chine ma douleur (1989) le valió el premio Jean Vigo.

## Obras literarias
- Balzac y la joven costurera china, 2001.[1]
- El complejo de Di, 2003 (Premio Femina).
- Una noche sin luna, 2007.
- La acrobacia de Confucio, 2011.
- Tres vidas chinas. Traducción: Lluís Maria Todó. Madrid: La esfera de los libros, Madrid, 2012.

## Filmografía
- Chine ma douleur, 1989 (Premio Jean Vigo)
- El comilón de luna, 1994
- Tang, el undécimo, 1998
- Balzac y la joven costurera china, 2002
- Las hijas del botánico chino, 2005